# 博加特 (喬治亞州)
博加特（英語：Bogart）是一個位於美國喬治亞州克拉克縣和奧康尼縣的城鎮。

## 地理
博加特的座標為33°56′54″N 83°32′02″W / 33.94833°N 83.53389°W，而該地的平均海拔高度為253米（即830英尺）。

## 人口
根據2010年美國人口普查的數據，博加特的面積為6.20平方千米，當中陸地面積為6.20平方千米，而水域面積為0.00平方千米。當地共有人口1034人，而人口密度為每平方千米166人。